# Amtsgericht Memel
Das Amtsgericht Memel war ein preußisches Amtsgericht mit Sitz in Memel, Ostpreußen.

## Geschichte
Das königlich preußische Amtsgericht Memel wurde mit Wirkung zum 1. Oktober 1879 als eines von neun Amtsgerichten im Bezirk des Landgerichtes Tilsit im Bezirk des Oberlandesgerichtes Königsberg gebildet. Der Sitz des Gerichtes war Memel. Aufgehoben wurde das Kreisgericht Memel.
Sein Gerichtsbezirk umfasste den Kreis Memel ohne den Teil, der dem Amtsgericht Prökuls zugeordnet war.
Am Gericht bestanden 1888 sechs Richterstellen. Das Amtsgericht war damit ein großes Amtsgericht im Landgerichtsbezirk. Bei diesem Amtsgericht bestand eine Kammer für Handelssachen sowie eine Strafkammer.
Im Jahre 1885 wurde das Landgericht Memel gebildet und das Amtsgericht Memel dessen Sprengel zugeordnet. Mit der Abtrennung des Memellandes 1920 wurden die Amtsgerichte im Landgerichtsbezirk Memel als memelländische Amtsgerichte weitergeführt. Siehe hierzu Gerichtsbarkeit im Memelland (1919–1945). Im Jahre 1939 wurden das Memelland wieder dem Deutschen Reich angegliedert und das Amtsgericht Memel damit wieder ein deutsches Amtsgericht.
Im Jahre 1945 wurden der Amtsgerichtsbezirk unter sowjetische Verwaltung gestellt und die deutschen Einwohner vertrieben. Damit endete auch die Geschichte des Amtsgerichtes Memel.